# Christie Macaluso
Christie Albert Macaluso (ur. 12 czerwca 1945 w Hartford, Connecticut) – amerykański duchowny katolicki, biskup pomocniczy Hartford w latach 1997-2017.
Święcenia kapłańskie otrzymał w dniu 21 maja 1971. Służył duszpastersko na terenie rodzinnej archidiecezji.
18 marca 1997 mianowany biskupem pomocniczym Hartford ze stolicą tytularną Grass Valley. Sakry udzielił mu abp Daniel Cronin.
15 grudnia 2017 papież Franciszek przyjął jego rezygnację ze stanowiska.